# Nicolas Boileau
Nicolas Boileau-Despréaux, vanligen enbart Boileau, född 1 november 1636 på rue de Jerusalem i Paris, död 13 mars 1711, var en fransk poet och litterär estetiker, författare till klassicismens estetik.

## Biografi
Boileau var parlamentsledamoten Gilles Boileaus femte son. Modern avled när han var två år. Två bröder blev också berömda, Gilles Boileau har gått till eftervärlden som framstående översättare av Epiktetos och Jacques Boileau som kyrkohistoriker.
Det sägs att Boileau växte upp med en enda passion: hatet mot idiotiska böcker. Efter skolgång vid College de Beauvais, sändes han till Sorbonne för att studera teologi, men han bytte till juridik, ett ämne han tog examen i 4 december 1656. Arbetet som jurist trivdes han inte med, och han misströstade över själva dess väsende, så när fadern dog 1657 och han fick ut sitt arv lämnade han sin yrkeskarriär för att skriva.
De första dikterna förmår inte förmedla den storhet som dess skald senare skulle visa. Redan från första början finns dock den kritik hans namn väcker erinran om, kritiken mot äldre poeter som Jean Chapelain, Charles Cotin, Philippe Quinault och Georges de Scudéry. Molière beundrade han däremot, och likaså La Fontaine och Jean Racine av franska diktare, samt Horatius av de klassiska.
År 1664 skrev han prosastycket Dialogue des Izéros de roman, en satir om konstgenren romans. Vid det laget tillhörde han sällskapen vid Monton Blanc och Pomme du Pin, där han, Molière, Racine, Jean de La Chapelle och Antoine Furetière diskuterade litterära frågor.
Efter ytterligare några skrifter, skrev han 1674 sina främsta verk, L'Art poétique och Le Lutrin. Den förra av dessa har gett honom rykte som den främste teoretikern under franskklassicismen. Det är en imitation av Horatius Ars Poetica och har haft en nästan ojämförlig betydelse för att kodifiera verskonsten och stipulera klassicismens estetik. 
Samma år översatte han Longinus Om det sublima, som brukar utges med kritiska analyser han senare författade om verket i fråga. Denna översättning fick till följd att en av de mest centrala estetiska diskussionerna från och med 1600-talet kom att cirkulera kring dess spörsmål om det sublima som estetiskt ideal. För Boileaus samtid gällde det att kombinera det sublima med klassicismens formstrikthet. Boileau har i perioder främst varit uppmärksammad för just denna översättning och den debatt som utmynnade därur.
Han skrev själv en mängd satirer därefter, bl.a. en över kvinnor, vilket gav honom flera fiender. 1677 utsågs han till kunglig rikshistoriograf, men blev inte invald i Franska akademien förrän 15 april 1684. Han fick stol 1 efter Claude Bazin de Bezons. Efter ett avbrott på sitt gods i Auteuil, återvände han till Paris 1705, och verkade vid Notre Dame, men efter en smädesskrift över jesuiterna, Sur l'equivoque, råkade han i konflikt med kyrkan, vilket torde ha påskyndat hans död som inträffade i mars 1711.

## Estetik
Boileau framför i L'Art poétique åsikten att dikten skulle utgå från de traditionellt givna formerna och inte syfta till att förändra dessa. I språkligt avseende var diktarens uppgift att finna det adekvata uttrycket, le mot propre. Han tog avstånd från barockens vilja att överraska och överdriva, och menade att dikten med förnuftets hjälp skulle skapa klarhet om naturen. Naturen förstod han som en sanningsprincip; bara det sanna var värt att dikta om, och det sanna var evigt. Boileau menade att den romerska antikens författare förmått dikta om naturen - därav benämningen klassiker - och tragedin blev den främsta genren eftersom tragedierna handlade om högre samhällsklasser.
Det franskklassiska dramats regler stadgas även i detta verk, då Boileau föreskrev att dramat skulle hålla sig till tre enheter: rummets, handlingens och tidens enhet. Att bryta mot detta var ett stilbrott, då ett drama i möjligaste mån borde hålla sig inom ramen för naturens begränsningar.
Dessa idéer blev normgivande i hela Europa, och utmanades inte förrän med Goethe och romantiken. Många idéer som Boileau framför hade dock redan skrivits, och hans storhet ligger snarast i formuleringarna och genomslaget som verket alstrade. Den franskklassiska smaken hade en parallell i upplysningens idéer.